# Eugen York
Eugen York (ur. 26 listopada 1912 w Rybińsku, zm. 18 listopada 1991 w Berlinie) – niemiecki reżyser filmowy i scenarzysta. Na przestrzeni lat 1938–1984 wyreżyserował około 35 filmów.

## Wybrana filmografia
- Morituri (1948)
- Die letzte Nacht (1949)
- Schatten der Nacht (1950)
- Lockende Gefahr (1950)
- Panna de Scudery (Das Fräulein von Scuderi, 1955)
- Ein Herz kehrt heim (1956)
- Das Herz von St. Pauli (1957)
- Der Greifer (1958)
- Der Mann im Strom (1958)
- Nebelmörder (1964)